# Oulad Mimoun
Oulad Mimoun  (in arabo أولاد ميمون‎?) è un centro abitato e comune rurale del Marocco situato nella provincia di Moulay Yacoub, regione di Fès-Meknès. Conta una popolazione di 9 372 abitanti (censimento 2014).